# لوثر هايز
لوثر هايز (بالإنجليزية: Luther Hayes)‏ هو لاعب كرة قدم أمريكية أمريكي، ولد في 1939، وتوفي في 2017.